# Arlap
Arlap är en holme i Marshallöarna.   Den ligger i kommunen Jaluit, i den sydvästra delen av Marshallöarna, 240 km sydväst om huvudstaden Majuro. Arlap ligger 9 meter över havet.